# Микита, Виктор Фёдорович
Виктор Фёдорович Микита (укр. Віктор Федорович Микита; род. 4 февраля 1979, село Ильница, Закарпатская область) — украинский государственный деятель, заместитель руководителя Офиса президента Украины с 8 сентября 2024 года. Председатель Закарпатской облгосадминистрации с 10 декабря 2021 по 8 сентября 2024 года, полковник СБУ.

## Биография
Родился 4 февраля 1979 года в селе Ильница Иршавского (ныне Хустский район) Закарпатской области.
В 1998 году окончил Закарпатский лесотехнический техникум по специальности «технолог-экономист», в 2002 году окончил Национальную академию внутренних дел Украины по специальности «юрист».
С 1999 года работал на ряде предприятий, в том числе на УГППС «Укрпочта», с 2003 года работал в правоохранительных органах на разных должностях, был юристом в частной компании и заместителем начальника управления СБУ в Запорожской области, работал в центральном аппарате Службы безопасности Украины.
10 декабря 2021 года указом президента Украины Владимира Зеленского назначен председателем Закарпатской ОГА.
6 сентября 2024 года Кабинет министров Украины согласовал увольнение главы Закарпатской областной военной администрации Виктора Микиты. 8 сентября указом президента Украины Владимира Зеленского уволен с должности главы Закарпатской областной государственной администрации и назначен заместителем руководителя Офиса президента Украины.